# Julius Nisle

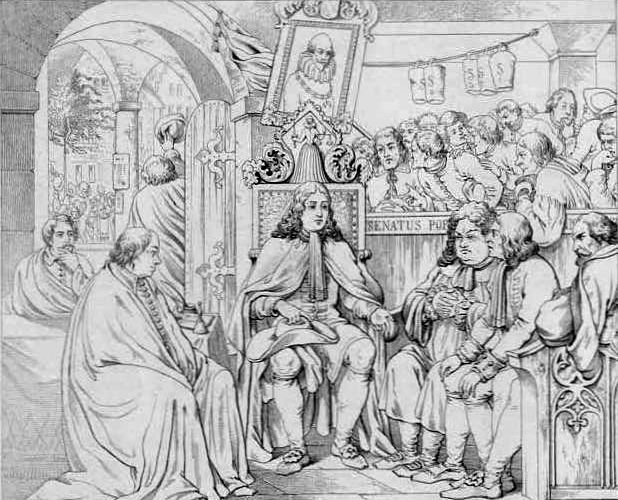
Illustration von Julius Nisle zu Johann Peter Hebels „Der Statthalter von Schopfheim“. Linker Bildrand: Selbstbildnis von Julius Nisle, 1845.

Julius Nisle (* 8. April 1812 in Stuttgart; † 1850 in Stuttgart) war ein deutscher Illustrator und Zeichner, der Umrisszeichnungen als Vorlage für Reproduktionen schuf. Neben Werken verschiedener deutscher Schriftsteller (etwa Uhland, Freiligrath, Lenau, Schiller und Goethe) illustrierte er auch die Memoiren Casanovas.

## Leben
Julius Nisle wurde am 8. April 1812 in Stuttgart geboren, wo er bis zu seinem frühen Tod lebte. Sein Vater war der Hofmusikus Wilhelm Nüßle. Nisle besuchte die Kunstschule in Stuttgart. 1833 war er bei der königlichen lithographischen Anstalt in Stuttgart als einer von 22 Lithographen angestellt, darunter Adolf Gnauth sen., mit dem zusammen er später die „Artistische Anstalt von Gnauth und Nisle“ betrieb.
Nisle soll 1850 gestorben sein. Im Stuttgarter Adressbuch 1853 findet sich jedoch noch ein Eintrag für den Maler „Julius Nißle“. In dem nächsten verfügbaren Adressbuch 1855 wird Nisle selbst nicht mehr verzeichnet, jedoch die „Malersfrau Julius Nisle“. Nisle war mit Pauline Arnold verheiratet, die ihn um fast zwei Jahrzehnte überlebte und 1869 starb.

## Werk
Nisle war ein beliebter und vielbeschäftigter Illustrator, „der sich in seinem kurzen Leben ausschließlich der künstlerischen Umrisszeichnung als Vorlage für Reproduktionen verschrieb, … wie sie John Flaxman um 1800 als Vorlage für Stich oder Radierung eingeführt hat. Die Bildkomposition beschränkt sich dabei auf die Konturen, ohne Schattierung oder plastische Modellierung, doch können Figuren einem teilweise schraffierten Hintergrund aufliegen.“ Nisles Bilderserien zu Schiller, Goethe und Casanova erscheinen wie entfernte Vorläufer unserer heutigen Comics. Allerdings geben sie keine geschlossene Handlungsabläufe wieder, sondern beschränken sich auf wichtige Einzelszenen. Die Sprechblasen ersetzen einleitende Auszüge aus den Texten der Autoren.
In Stuttgart betrieb Nisle zusammen mit dem gleichaltrigen Lithographen Adolf Gnauth sen. (1812–1876) die „Artistische Anstalt von Gnauth und Nisle“. Gnauth fertigte auch die Stiche für einige von Nisles Werken an. 1835 gründete der Schriftsteller und Publizist August Lewald in Stuttgart die Zeitschrift „Europa, Chronik der gebildeten Welt“, für die Nisle „artistische Beilagen“ anfertigte, unter anderem Illustrationen zu Schillers Werken und Uhlands Gedichten. Lewald war auch Herausgeber der Uhland-Umrisse und steuerte die Einleitung zu den Hebel-Umrissen bei.

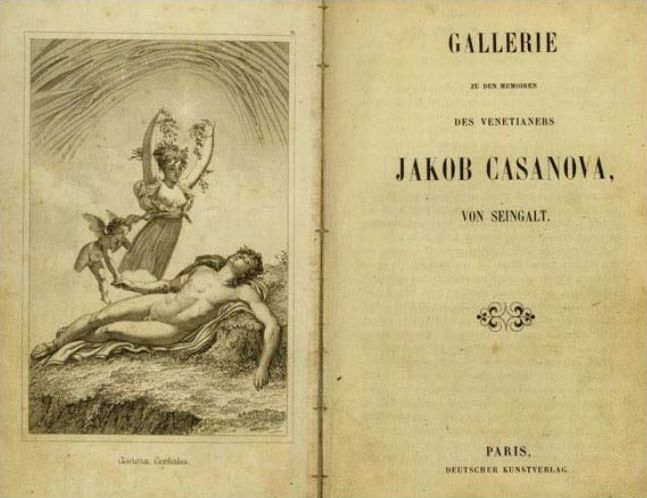
Casanova-Galerie

Seine ersten Buchillustrationen veröffentlichte der 24-jährige Künstler 1836 in dem populären Kinderliederbuch von Friedrich Güll (mit so bekannten Liedtexten wie „Vom Büblein auf dem Eise“). Mit seinen 27 Umrissen zu Johann Peter Hebels alemannischen Gedichten schaffte er 1837 den Durchbruch. Bis zum Erscheinen der 3. Auflage wurden 10.000 Exemplare des Buchs verkauft. 1840 erschien eine veränderte Auflage mit 30 Umrissen.
Ab 1838 schuf Nisle Bilderserien zur klassischen und zeitgenössischen Literatur: zu Gedichten von Ludwig Uhland, Ferdinand Freiligrath und Nikolaus Lenau, zu Dramen von Friedrich Schiller, zu Werken von Johann Wolfgang von Goethe, zu den Jugendschriften von Christoph von Schmid und zu Sebastian Sailers Mundartschriften.
Wohl um 1845 wandte Nisle auch der Illustration von erotischer Literatur zu. Als erstes soll er ein Werk mit Umrissen zu Boccaccios Decamerone herausgebracht haben, das jedoch bibliographisch nicht nachweisbar ist. Bis zu seinem Tod schuf er 48 Zeichnungen zu den Bänden 1–9 der deutschen Ausgabe von Casanovas Memoiren. Die Zeichnungen wurden von Adolf Gnauth gestochen und um 1850 koloriert von dem Verlag Scheible in Stuttgart unter dem fingierten Verlag Deutscher Kunstverlag und dem Verlagsort Paris herausgegeben. Die freizügigen Stiche erregten naturgemäß großes Aufsehen. Die Druckausgabe wurde fast vollständig aus dem Verkehr gezogen, so dass das Werk als sehr seltenes Exemplar der illustrierten erotischen Literatur gelten muss.
| → Spaltensortierung |
| - Eine Spalte sortieren: das Symbol im Spaltenkopf anklicken. - Nach einer weiteren Spalte sortieren: Umschalttaste gedrückt halten und das Symbol anklicken. |

| Jahr | Autor       | Werk |
| ---- | ----------- | --- |
| 1836 | Güll        | Friedrich Güll: Kinderheimath in Bildern und Liedern. Mit einem Vorwort von Gustav Schwab. Stuttgart: Liesching, 1836, digitale-sammlungen.de PDF. Mit 12 Lithographien ohne Urhebervermerk von Adolf Gnauth sen. nach Zeichnungen von Julius Nisle. |
| 1837 | Hebel       | J. P. Hebel’s allemannische Gedichte. Mit siebenundzwanzig Umrissen von Julius Nisle und einer Einleitung von A. L. Stuttgart: Literatur-Comptoir, 1837, (books.google.de). |
| 1837 | Hebel       | Siebenundzwanzig Umrisse zu J. P. Hebels allemannischen Gedichten. Freiburg im Breisgau: Kehrer, 1989. Enthält: Robert Feger: Zu Julius Nisle und seinem Werk. ISBN 3-923937-51-2. – Nachdruck von #Nisle 1837. |
| 1838 | Uhland      | Album der Boudoirs. Illustrationen zu Uhland‘s Gedichten in sechsunddreißig Umrissen von Julius Nisle. Mit poetischen Spenden von Alexander Graf von Württemberg. Herausgegeben von August Lewald. Stuttgart: Literatur-Comptoir, 1838. |
| 1838 | Schmid      | Umrisse zu Chr. Schmid’s Jugendschriften von Julius Nisle. 30 Blätter mit erläuterndem Texte. Erläuterungen der Umrisse zu Chr. Schmid’s Jugendschriften. Stuttgart: Scheible, 1838. (hathitrust.org) |
| 1840 | Schiller    | Schiller-Galerie: Illustrationen zu Schillers dramatischen Meisterwerken von Julius Nisle. 64 Stiche von Adolf Gnauth [sen.] nach Zeichnungen von Julius Nisle. Stuttgart: Literatur-Comptoir, [1840], digitale-sammlungen.de (PDF). 64 Illustrationen: Die Räuber (14), Die Braut von Messina (4), Wilhelm Tell (18), Die Jungfrau von Orleans (12), Turandot (6), Wallenstein (13), Cabale und Liebe (5). |
| 1840 | Goethe      | Umrisse zu Goethe‘s Werken in 92 Blättern in Stahlstich. Mit Goethe‘s Portrait nach May (Goethe im 29sten Lebensjahr). Neue Ausgabe. Nach Zeichnungen von Julius Nisle. Stuttgart: Becher, um 1840, klassik-stiftung.de. Erschien ursprünglich in 8 Heften unter dem Titel: Göthe-Gallerie: Stahlstiche zu Göthe’s Meisterwerken nach Zeichnungen von Julius Nisle. Stuttgart: Literatur-Comptoir, 1840. 92 Illustrationen: Gedichte (20), Faust (28), Hermann und Dorothea (20), Werther (12), Götz (8), Clavigo (4). |
| 1841 | Freiligrath | Umrisse zu den Gedichten von Ferdinand Freiligrath. 18 Blätter in 3 Lieferungen. Karlsruhe: Gutsch & Rupp, 1841, digitale-sammlungen.de (PDF). |
| 1841 | Lenau       | Umrisse zu den Gedichten von Nikolaus Lenau. 18 Blätter in 3 Lieferungen. Karlsruhe: Gutsch & Rupp, 1841, digitale-sammlungen.de (PDF). |
| 1842 | Sailer      | Sebastian Sailer: Sämmtliche Schriften in schwäbischem Dialekte. Mit Wörterbuch und Einleitung versehen von K. D. Haßler, und mit [5] Bildern von Julius Nisle. Ulm: Stettin, [1842], digitale-sammlungen.de (PDF). |
| 1845 | Hebel       | Dreißig Umrisse zu Hebel‘s allemannischen Gedichten von Julius Nisle. Stuttgart: Becher & Müller, 1845, blb-karlsruhe.de (PDF; 21 MB). |
| 1850 | Casanova    | Gallerie zu den Memoiren des Venetianers Jakob Casanova von Seingalt. Mit einem gestochenen Frontispiz („Aurora Cephalus“), einer Titelvignette und 48 kolorierten Stichen von Adolf Gnauth sen. nach Zeichnungen von Julius Nisle. Paris: Deutscher Kunstverlag, posthum um 1850, alle Abbildungen. |

| - Güll, Kinderheimath, 1836. - Casanova-Galerie, 1850. | - Schiller, Die Räuber, 1840. - Goethe, Erlkönig, 1840. |